# Kukenthalia
Kukenthalia is een monotypisch geslacht van zakpijpen (Ascidiacea) uit de familie Styelidae en de orde Stolidobranchia.

## Soorten
- Kukenthalia borealis (Gottschaldt, 1894)